# GDDR2
GDDR2 (англ. Graphics Double Data Rate, version 2 — двойная скорость передачи данных 2-й версии) — это тип компьютерной перезаписываемой энергозависимой памяти, используемой в графических ускорителях.
GDDR2 по сути является DDR2 с интерфейсом и упаковкой, спроектированными специально для работы на максимально возможных частотах и для коротких шин. При этом отличия GDDR2 от «обычной» DDR2 почти полностью заключаются в упаковке.